# 塞勒 (阿列日省)
塞勒（法語：Celles，法語發音：[sɛl] ⓘ）是法国阿列日省的一个市镇，属于富瓦区。

## 地理
塞勒（42°55'1"N, 1°41'12"E）面积10.27 平方千米，位于法国奧克西塔尼大區阿列日省，该省份为法国西南部内陆省份，西部和北部与上加龙省接壤，东临奥德省，东南至东比利牛斯省接壤，南与安道尔和西班牙接壤。
与塞勒接壤的市镇（或旧市镇、城区）包括：弗雷舍内、莱谢尔、纳尔藏、圣保罗德雅拉、苏拉。

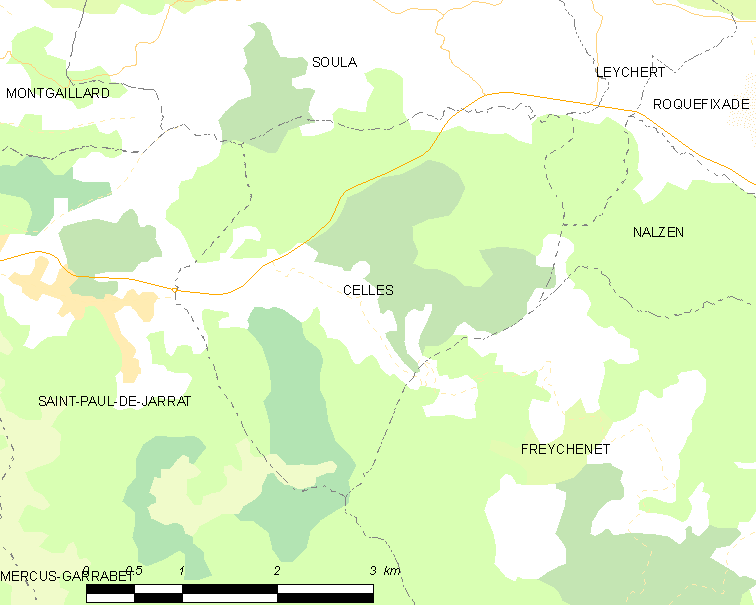
的OSM定位图

塞勒的时区为UTC+01:00、UTC+02:00（夏令时）。

## 行政
塞勒的邮政编码为09000，INSEE市镇编码为09093。

## 政治
塞勒所属的省级选区为萨巴尔泰斯县。

## 人口

1962-2008年间人口变化图示

塞勒于2022年1月1日时的人口数量为143人。